# Перфильев, Николай Алексеевич
Николай Алексеевич Перфильев (1921—1972) — сержант Рабоче-крестьянской Красной Армии, участник Великой Отечественной войны, Герой Советского Союза (1944).

## Биография
Николай Перфильев родился 18 декабря 1921 года в деревне Кузьмадино (ныне — Юрьев-Польский район Владимирской области). В 1941 году он был призван на службу в Рабоче-крестьянскую Красную Армию. С того же года — на фронтах Великой Отечественной войны.
К июню 1944 года гвардии сержант Николай Перфильев был заместителем командира расчёта 280-го гвардейского истребительно-противотанкового артиллерийского полка 3-й гвардейской отдельной истребительно-противотанковой артиллерийской бригады 65-й армии 1-го Белорусского фронта. Отличился во время освобождения Белорусской ССР. 27 июня 1944 года расчёт Перфильева успешно отражал контратаки пытавшегося вырваться из Бобруйского котла противника у деревни Сычково. 30 июня расчёт Перфильева отражал немецкие контратаки на плацдарме на западном берегу Свислочи в районе станции Лапичи Минской области, способствовав успешным действиям пехоты.
Указом Президиума Верховного Совета СССР от 22 августа 1944 года гвардии сержант Николай Перфильев был удостоен высокого звания Героя Советского Союза с вручением ордена Ленина и медали «Золотая Звезда».
После окончания войны Перфильев был демобилизован. Проживал и работал в Риге. Скончался 21 августа 1972 года.
Был также награждён рядом медалей.